# Tirana International Film Festival
Il Tirana International Film Festival (SQ)  Festivali Ndërkombëtar i Filmit i Tiranës, in acronimo TIFF, è il festival cinematografico albanese, nato nel 2003 e svoltosi con cadenza annuale.